# Pakistanska Folkpartiets parlamentariker
Pakistanska Folkpartiets parlamentariker är ett politiskt parti i Pakistan bildat av Makhdoom Amin Fahim sedan denne lämnat Pakistans folkparti för att delta i parlamentsvalet i oktober 2002.
I detta val blev Pakistanska Folkpartiets parlamentariker landets näst största parti.